# Psautier de Zinna

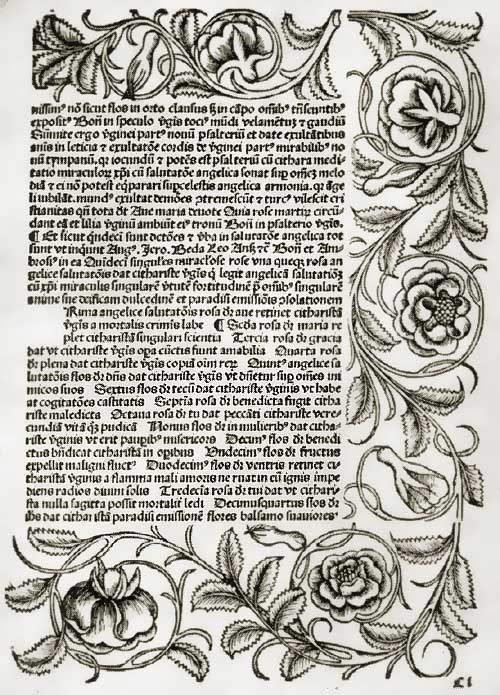
Un folio avec ornements floraux.

Le Psautier de Sainte-Marie de Zinna est le plus ancien livre imprimé au Brandebourg (1493). Il en subsiste au moins un exemplaire, conservé à la bibliothèque régionale de Potsdam.

## Les psautiers du XVe siècle
Les psautiers de Sainte-Marie sont des rosaires remontant à Alain de La Roche. La vénération pour la vierge Marie propre à cette époque poussa l'auteur à compléter les 150 prières (3 séries de 50 versets chacun) du « Notre Père » par un nombre égal d'Ave Maria. La pratique du psautier de Sainte-Marie était très répandue chez les cisterciens et les Chartreux. Les nonnes devaient chanter quotidiennement entre 1000 et 2000 Ave Maria.

## Le psautier de Zinna
Le psautier de Sainte-Marie Novum beate marie virgi[ni]s psalterium imprimé à Zinna est le plus ancien livre imprimé au Brandebourg. Cet incunable de l’imprimeur Hermannus Nitzschewitz date de 1493. Nitzschewitz, clerc de Trebbin, était alors chapelain et secrétaire à Francfort-sur-l'Oder) et auparavant, sans doute moine de Zinna. L'ouvrage, décoré de somptueux bois gravés et de grands ornements floraux, a pu être composé grâce à une donation princière. Un exemplaire de ce livre a été acquis en 1992 par la bibliothèque régionale de Potsdam et est l'une des pièces du fonds historique des Brandenburgica. Grâce à un financement privé, le psautier a pu être numérisé en 2003.